# Бентон (Алабама)
Бентон (англ. Benton) — місто (англ. town) в США, в окрузі Лаундс штату Алабама. Населення — 41 особа (2020).

## Географія

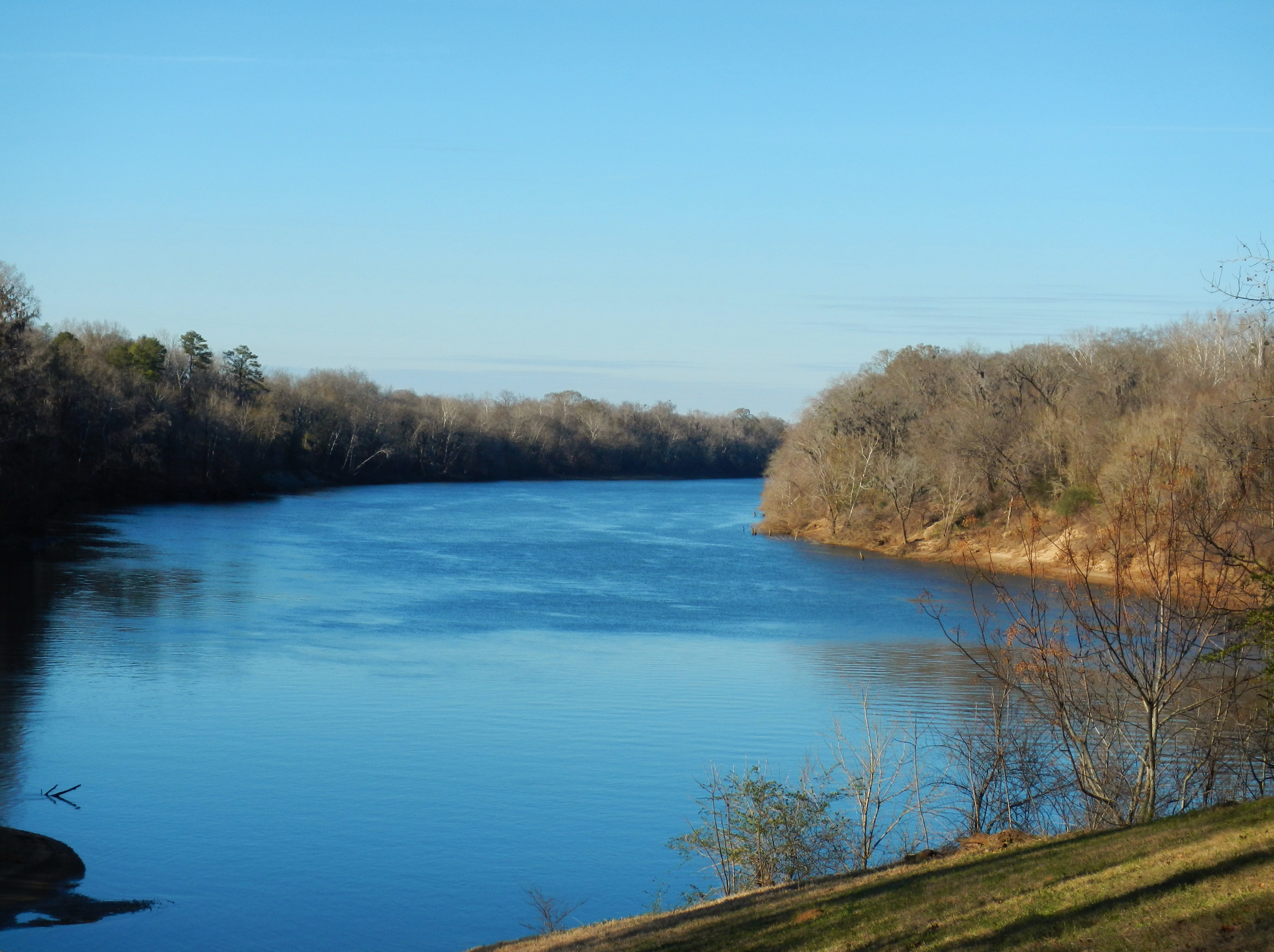
Річка Алабама біля Бентона

Бентон розташований за координатами 32°18′29″ пн. ш. 86°49′3″ зх. д. / 32.30806° пн. ш. 86.81750° зх. д. (32.307931, -86.817546).  За даними Бюро перепису населення США в 2010 році місто мало площу 0,87 км², з яких 0,78 км² — суходіл та 0,09 км² — водойми.

## Демографія
Згідно з переписом 2010 року, у місті мешкало 49 осіб у 18 домогосподарствах у складі 15 родин. Густота населення становила 56 осіб/км².  Було 20 помешкань (23/км²).
Расовий склад населення:
| - 81,6 % — білих - 18,4 % — чорних або афроамериканців |

До двох чи більше рас належало 0,0 %. Частка іспаномовних становила 0,0 % від усіх жителів.
За віковим діапазоном населення розподілялося таким чином: 20,4 % — особи молодші 18 років, 69,4 % — особи у віці 18—64 років, 10,2 % — особи у віці 65 років та старші. Медіана віку мешканця становила 46,3 року. На 100 осіб жіночої статі у місті припадало 96,0 чоловіків;  на 100 жінок у віці від 18 років та старших — 85,7 чоловіків також старших 18 років.
Цивільне працевлаштоване населення становило 14 особи. Основні галузі зайнятості: освіта, охорона здоров'я та соціальна допомога — 35,7 %, будівництво — 21,4 %, транспорт — 14,3 %, публічна адміністрація — 14,3 %.